# Арн Окніцер
Арн (Арон) Окніцер (їд. אהרון אָקניצער‎ справжнє прізвище Ройтман ; 1899, Окниця, Хотинський повіт, Бессарабська губернія ?) — бессарабський єврейський письменник. Писав на їдиші .

## Життєпис
Арн Окніцер народився 1899 року в містечку Окниця, на кордоні Сороцького та Хотинського повітів Бессарабської губернії (тепер райцентр Окницького району Молдови), в родині м'ясника. Здобув традиційну єврейську освіту. Став переконаним толстовцем та вегетаріанцем. Деякий час жив у Бразилії (де почав публікувати літературно-критичні статті), потім в Італії, де працював на будівництві, вивчив італійську мову і займався перекладом «Божественної комедії» Данте єврейською мовою . Після повернення з Італії оселився в Бухаресті, де в 1930-ті роки співпрацював з літератором Шлойме Біклем, входив до літературного об'єднання молодих бессарабських літераторів (Ершл Цельман, Срул Бронштейн, Іхіл Шрайбман, Зіше Багіш, Азріел Ройтман та інші). Відомий як блискучий стиліст, друкував відшліфовану, філігранну прозу в єврейських періодичних виданнях Бухареста.
Наприкінці 1930-х років Арн Окніцер опинився в центрі сумнозвісного судового розгляду. У 1937 році у видавництві М. Вінчевського вийшла його перша книга прози «Євангеліше Мотивн» (Євангелічні мотиви). У тому ж році Окніцер був притягнутий до суду за підрив державних засад та комуністичну пропаганду. Власне сам факт видання єврейською мовою книги з новозавітною тематикою ставився йому у провину як святотатницький. На судових засіданнях військового трибуналу були присутні представники єврейської літератури міста на чолі з прозаїком Мойсеєм Альтманом та румунсько-єврейським письменником Урі Бенадором . Останній переклав книгу румунською мовою і переслав переклад відомому румунському православному священику, теологу та літератору Гала Галактіону, перекладачеві Біблії на сучасну румунську мову. Галактіон особисто з'явився в залі суду і виступив з годинною промовою на захист підсудного, вихваляючи літературні якості книги і закликавши присяжних не тільки відпустити підсудного, а й вибачитися перед ним. Окніцер був виправданий того ж дня.
Однак доступ до друку був тепер закритий і йому довелося повернутися до Окниці. Помер у Чернівцях (за деякими даними, у середині 1960-х років). Більшість рукописів письменника було втрачено у роки німецько-радянської війни .